# Liste des États soutenant le terrorisme

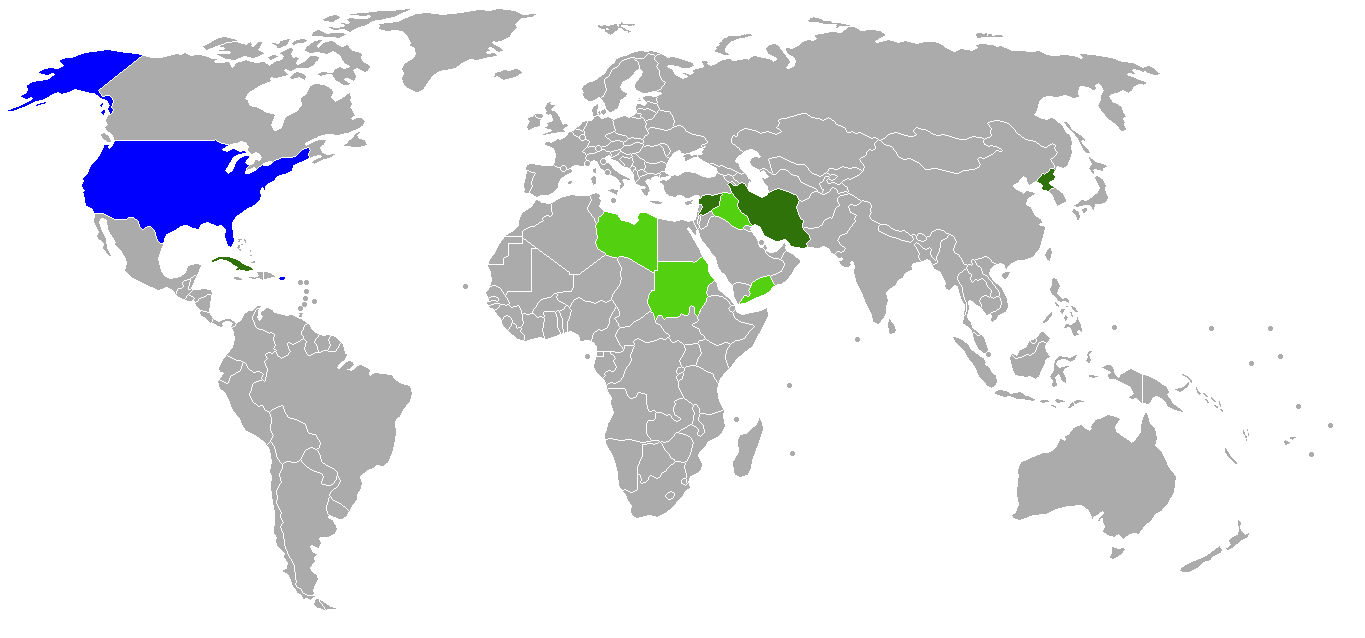
Carte des États soutenant le terrorisme. En vert foncé, les États actuellement dans la liste. En vert clair, les États précédemment présents dans la liste.

La liste des États soutenant le terrorisme désigne une liste dressée par le département d'État des États-Unis d'États soutenant le terrorisme. 

## Implication
L'intégration dans cette liste inclut des sanctions financières lourdes pour les États incriminés. Elle interdit le commerce d'armes, ainsi que les composants qui peuvent être utilisés pour une finalité militaire, avec ces États. Elle interdit également l'aide économique avec ces États, notamment elle inclut une opposition des États-Unis à tous les financements de projet de la Banque mondiale et des autres institutions similaires, dans ces États. Elle a également des implications juridiques sur les affaires terroristes liés avec ces États, ainsi que des implications fiscales pour les entreprises qui possèdent des activités dans ces États, ainsi que des implications douanières.

## Ajouts et retraits de la liste
La liste a été créée le 29 décembre 1979 ; sont inclus à ce moment-là : la Libye, l'Irak, le Yémen du Sud et la Syrie. Par la suite, Cuba a été rajouté le 1er mars 1982, puis l'Iran a également été rajouté le 19 janvier 1984, la Corée du Nord en 1988 et le Soudan le 12 août 1993. 
À l'inverse, l'Irak a été supprimé de la liste en 1982, en relation avec la guerre Iran-Irak, puis a été remis en 1990 à la suite de l'invasion du Koweït, avant d'être à nouveau enlevée en 2003 à la suite de la guerre d'Irak. Le Yémen du Sud a été retiré de la liste à la suite de son intégration dans le Yémen. La Libye a été supprimée de la liste en 2006. La Corée du Nord a été retiré de la liste en 2008 avant d'être finalement réinscrite en novembre 2017. En mai 2015, Cuba est retiré de la liste après un dégel sans précédent de ses relations avec les États-Unis. 
En octobre 2020, le Soudan est en voie de sortir de la liste, à la suite d'un changement de gouvernement et à la suite d'un accord avec les États-Unis de 335 millions de dollars pour indemniser les victimes des attentats de 1998 contre des ambassades américaines. Toujours en octobre 2020, le Soudan est enlevé de cette liste, à la suite de la signature d'un traité de normalisation diplomatique entre le Soudan et Israël.
En janvier 2021, à la toute fin du mandat de Donald Trump, Cuba est réintégré à la liste des États soutenant le terrorisme. Pour être à nouveau sortie de cette liste contre la libération de 553 prisonniers, en janvier 2025, à la toute fin du mandat de Joe Biden. Dès la réélection de Donald Trump en janvier 2025, Cuba est réintégré dans cette liste.